# Ternopilská národní zdravotnická univerzita I. Horbaczewského
Ternopilská národní zdravotnicka univerzita I. Horbaczewského (oficiálně ukrajinsky Тернопільський національний медичний університет імені І. Я. Горбачевського) je univerzita sídlící v západoukrajinském městě Ternopole, jedna z nejlepších zdravotnických škol na Ukrajině.[zdroj?]

## Historie
Škola byla založena v roce 1957. Je pojmenována po Ivanu Horbaczewském (1854–1942), ukrajinském lékaři a chemikovi. Rektorem je Mychajlo Korda.

## Fakulty
Univerzita má pět fakult:
- zdravotnická fakulta
- stomatologická fakulta
- farmaceutická fakulta
- fakulta zahraničních studentů
- fakulta postgraduální péče

## Studium
Celkový počet studentů na konci roku 2018 byl 6 300, včetně 1 780 zahraničních studentů.

## Obrázky

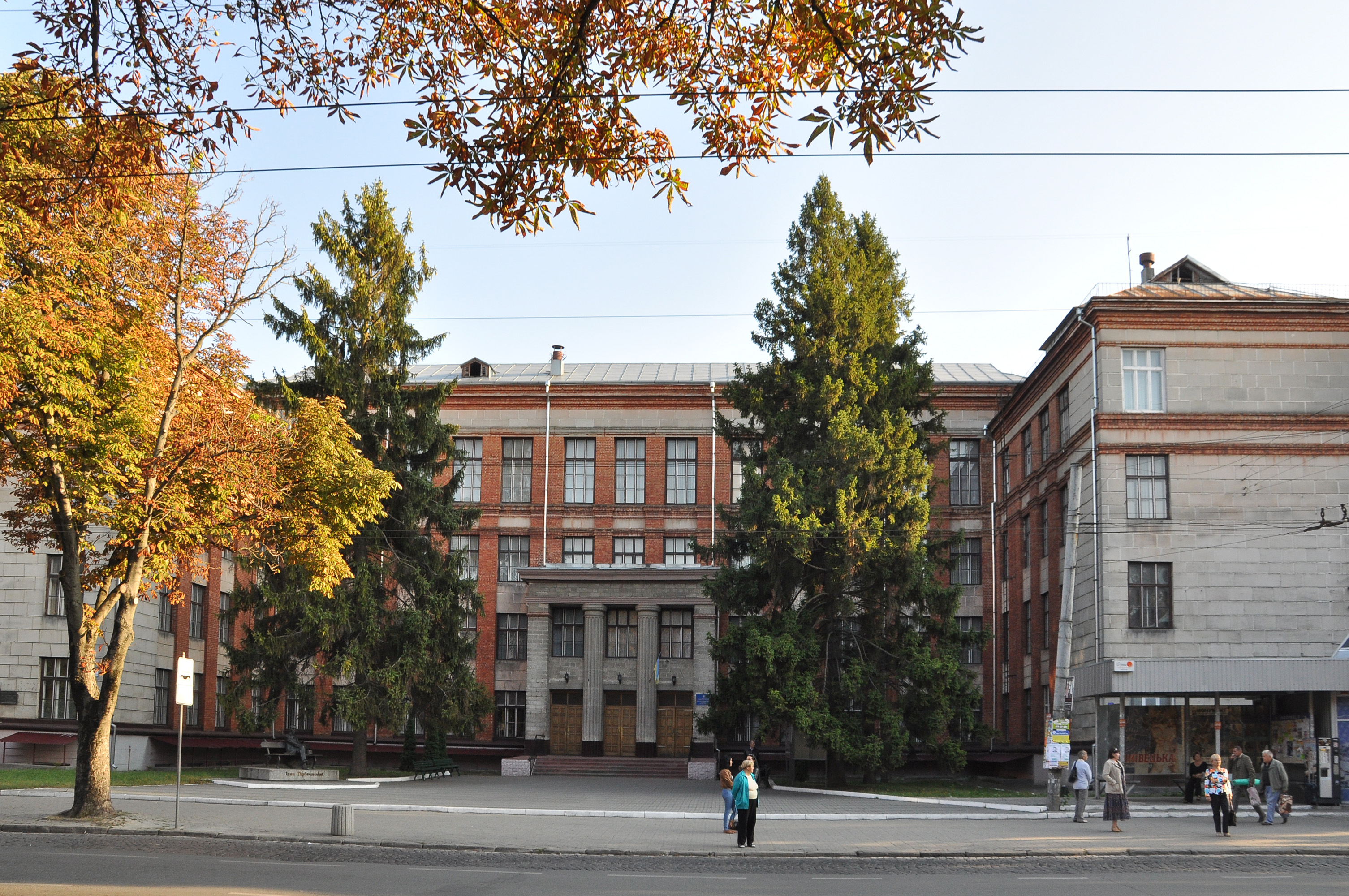
Morfologický sbor
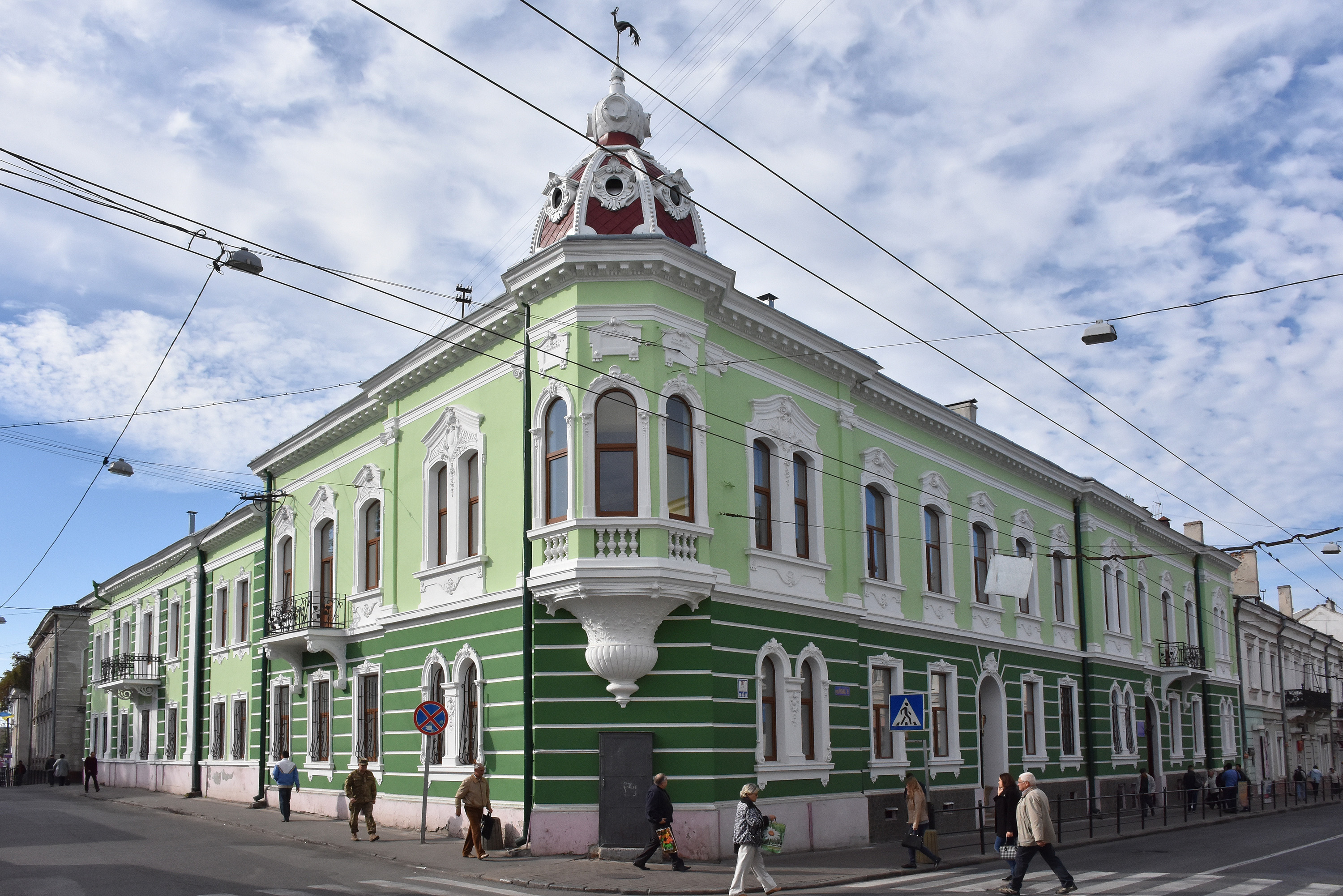
Farmaceutická fakulta
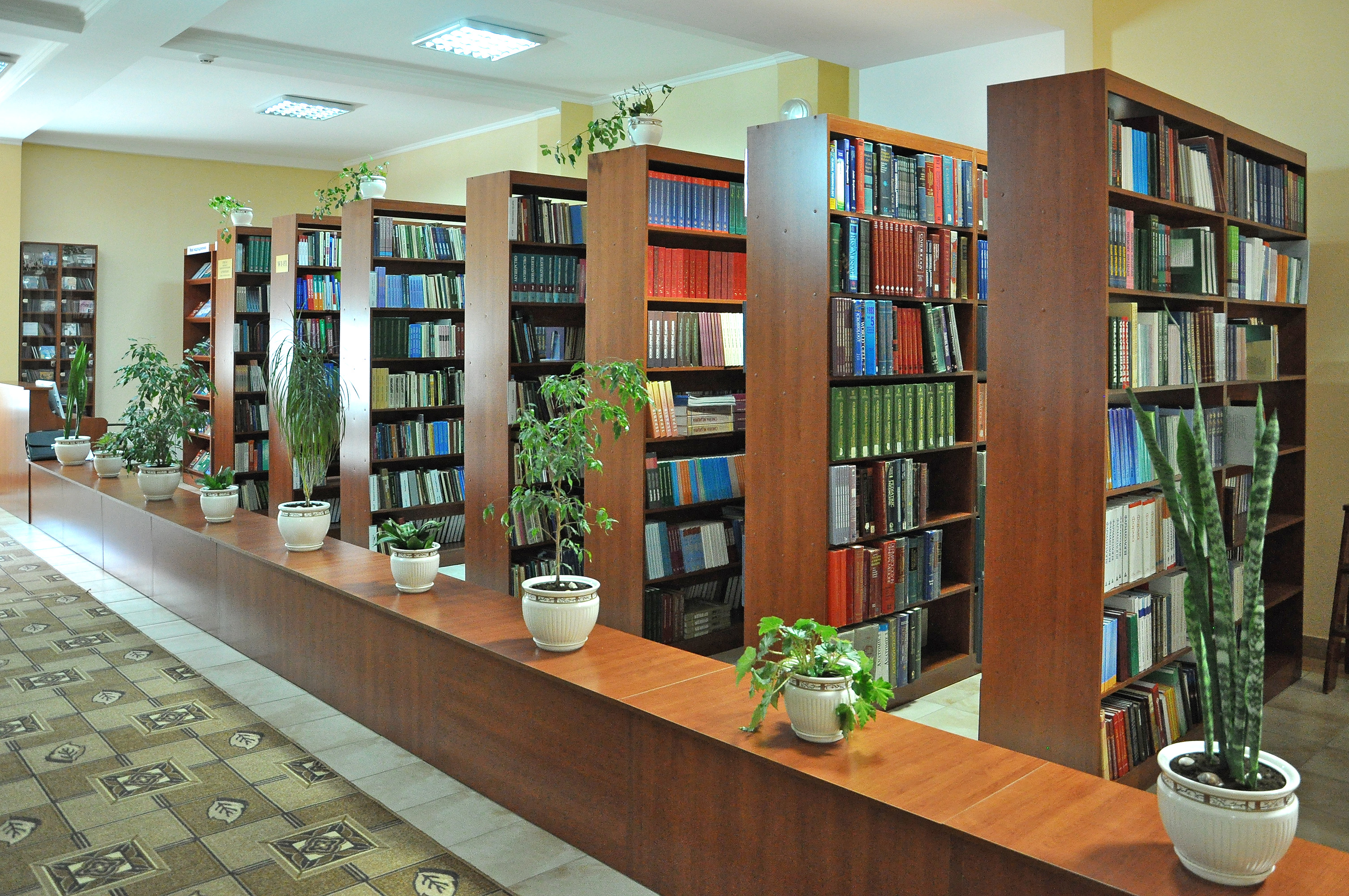
Knihovna
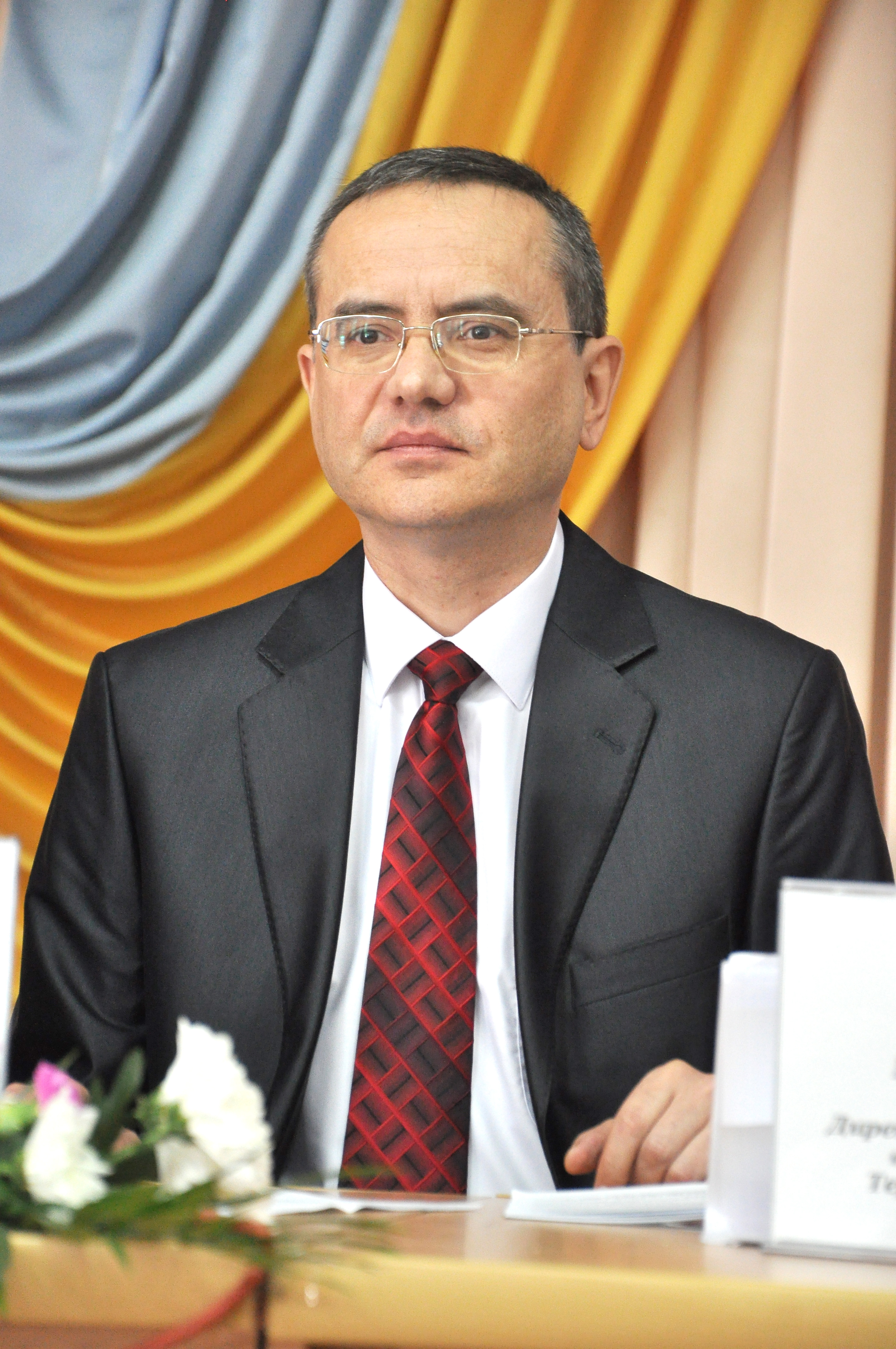
Rektor Mychajlo Korda
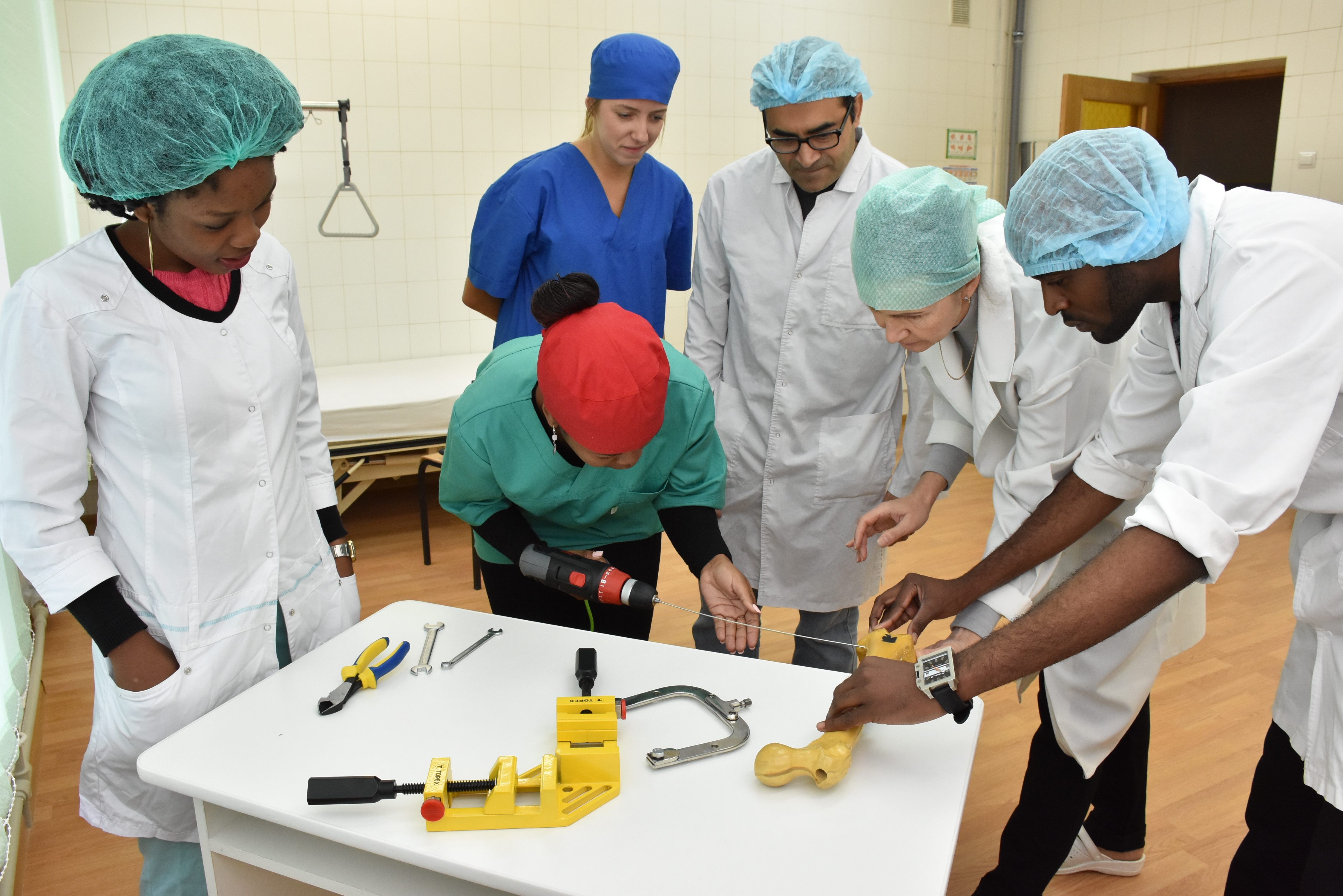
Simulační centrum
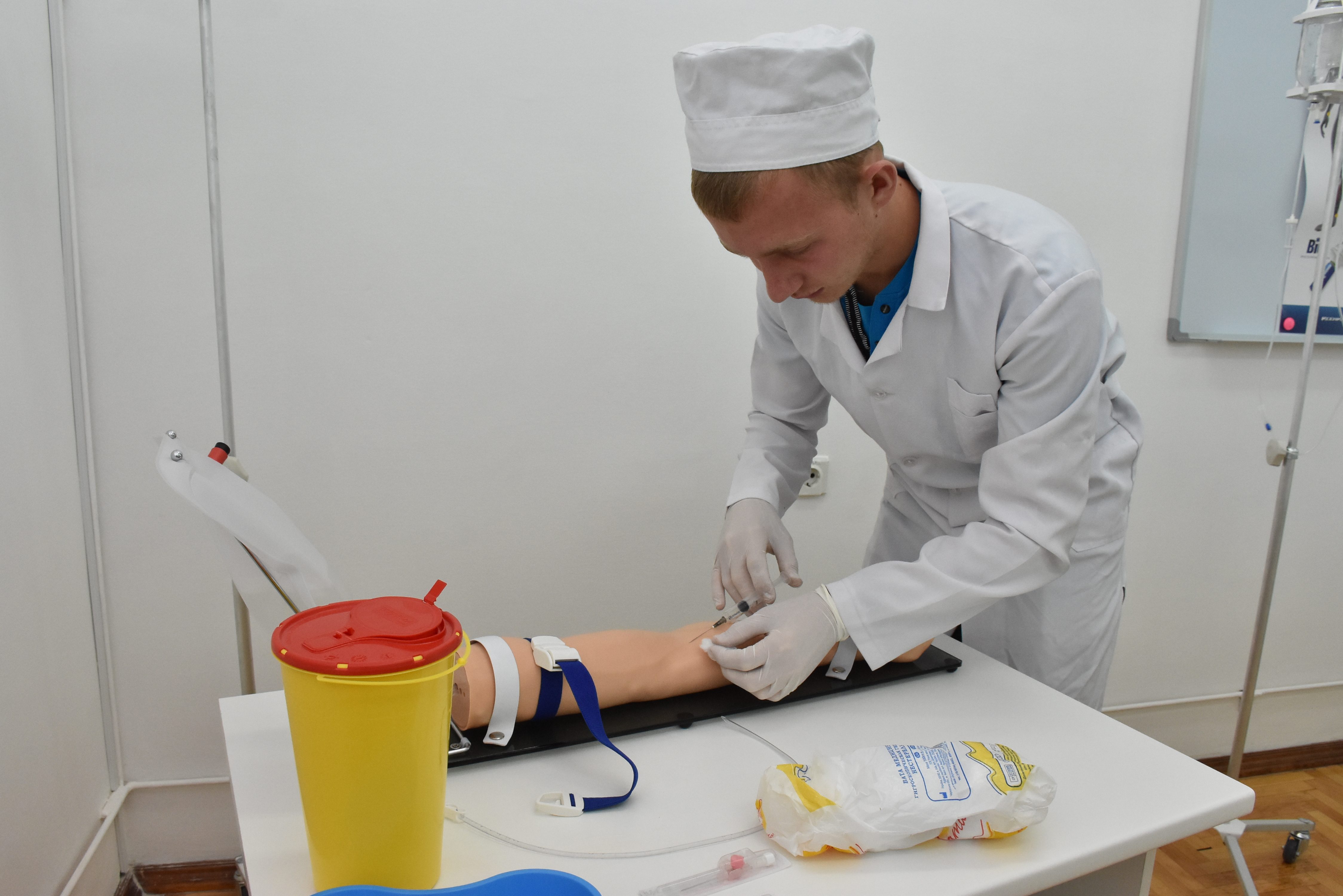
Simulační centrum
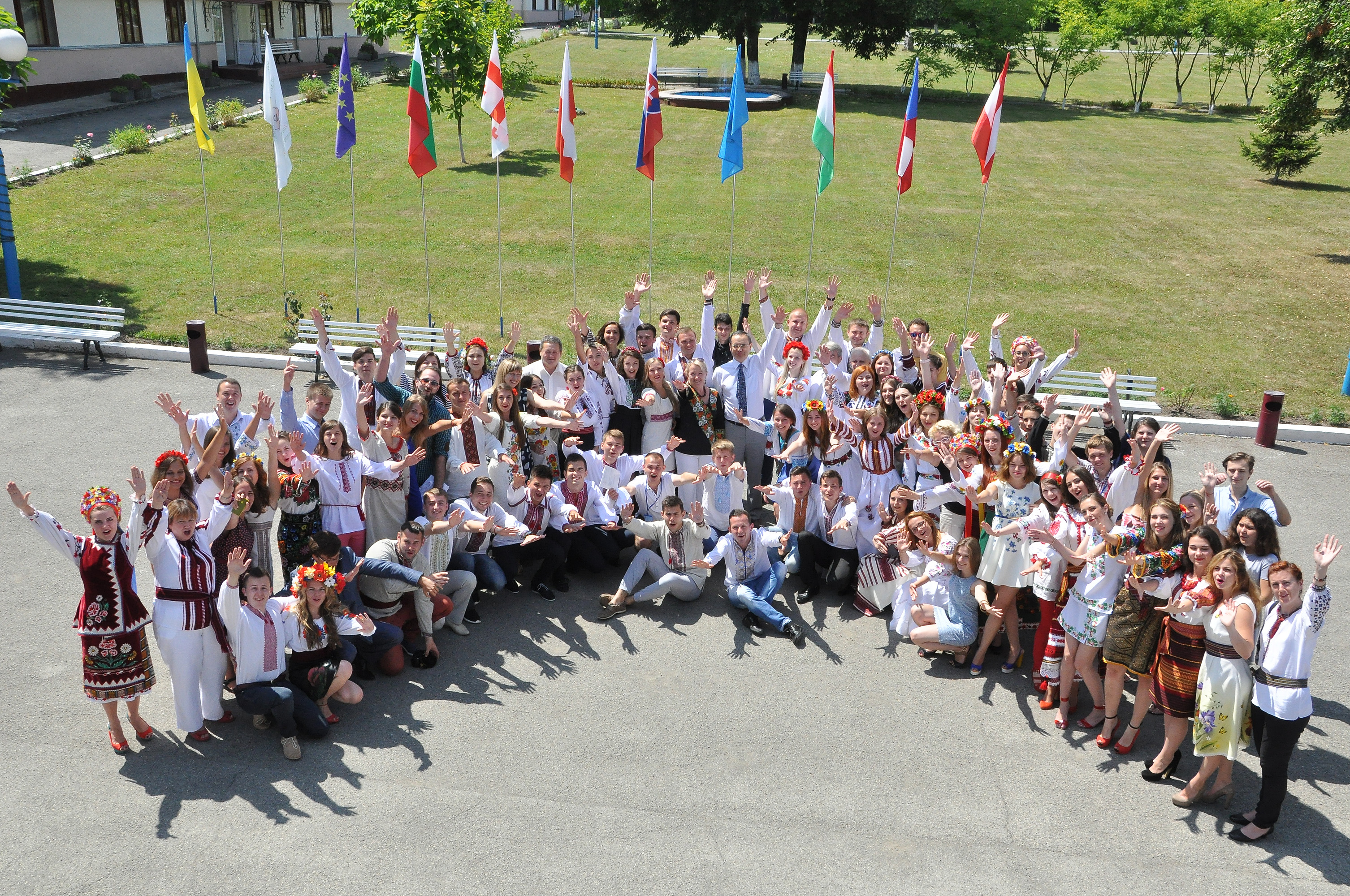
Letní mezinárodní studentská škola